# Копанево
Копанево — деревня в Демидовском районе Смоленской области России. Входит в состав Баклановского сельского поселения. Население — 4 жителя (2007 год). 
Расположена в северо-западной части области в 29 км к северо-востоку от Демидова, в 22 км восточнее автодороги Р133 Смоленск — Невель, на берегу реки Сенокосица. В 80 км южнее деревни расположена железнодорожная станция Ракитная на линии Москва — Минск. 

## История
До 1654 года территория нынешней Смоленской области была спорной и постоянно переходила от Московского княжества к Великому княжеству Литовскому и наоборот. Свидетельством частых боев между войсками служат названия деревень и других памятных мест в округе. Некоторые исследователи предполагают, что название деревни Копанево связано с сооружением валов при обороне от польско-литовских войск.
В 1780—1792 годах в Смоленской губернии проходило Генеральное межевание. До настоящего времени сохранился план Генерального межевания Поречского уезда. Согласно этому плану, деревня Копанево уже существовала в то время. В то время её название писалось с окончанием -а (Копанева).
В изданных в 1868 году Списках населенных мест Смоленской губернии по сведениям 1859 года Копанево упоминается. Указано, что в тот момент она по-прежнему относилась к Поречскому уезду Смоленской губернии. Расстояние до Поречья составляло 35 верст (около 33 км). В 1859 году в деревне было 5 дворов, в которых проживали 20 мужчин и 21 женщина. Имелся колодец.
До Крестьянской реформы 1861 года Копанево принадлежала надворному советнику Платону Григорьевичу Огонь-Догоновскому. Выкупной договор между Огонь-Догановским и временнообязанными крестьянами заключен 26 февраля 1865 года.
В 1865 году деревня была отмечена на картах.
В годы Великой Отечественной войны деревня была оккупирована гитлеровскими войсками в июле 1941 года, освобождена в сентябре 1943 года.
В настоящее время входит в территорию национального парка «Смоленское Поозерье».